# 로라 베넌티
로라 버낸티(Laura Benanti, 영어 발음: /bəˈnænti/, 1979년 7월 15일 ~ )는 미국의 배우이다.

## 출연 작품
- 더 플레이보이 클럽 - 캐롤린 역
- 고 온
- 뮤지컬 쉬 러브즈 미 - 아말리아 발라시 역
- 워스 - 케런 어베이트 역